# British Columbia Highway 2
Mit einer Länge von 42 km ist der Highway 2  einer der kürzeren in British Columbia. Er bildet die direkte Verbindung von Dawson Creek mit Grande Prairie in der Provinz Alberta. An der Provinzgrenze geht der Highway in Highway 43 der Provinz Alberta über. Der Highway ist dabei, als sogenannte Core Route, Bestandteil des kanadischen National Highway System.
Der Highway ist Bestandteil des CANAMEX Corridor. Diese Handelsroute wurde im Rahmen des Nordamerikanischen Freihandelsabkommens definiert und dient dem Transport zwischen Kanada, den Vereinigten Staaten und Mexiko.

## Details
In Dawson Creek zweigt Highway 2 vom Highway 97 ab. Nach circa zwei Kilometer zweigt Highway 49 ab, der direkt nach Osten nach Alberta führt. Highway 2 führt in südöstlicher Richtung und bindet den lokalen Flughafen Dawson Creek an die Stadt an. Die Route verläuft weiter nach Pouce Coupe. Das letzte Stück geht über Tomslake nach Tupper, der letzten Ortschaft vor der Provinzgrenze. Im Ortsgebiet von Tupper mündet Highway 52 von Südwesten her kommend ein. An der Provinzgrenze ändert sich die Nummerierung auf Highway 43 und führt nach Grande Prairie.
Die Nummerierung des Highways geht auf die historische Nummerierung zurück. Highway 2 war ursprünglich die Verlängerung des Cariboo- und des John-Hart-Highways, die heute mit dem Alaska-Highway unter Highway 97 zusammengefasst sind.

## Sehenswürdigkeiten
Entlang des Highways finden sich keine besonderen Sehenswürdigkeiten. Der ehemalige Sudeten Provincial Park südlich von Tomslake wurde im Jahr 2006 von BC Parks an die Tomslake & District Recreation Commission abgegeben, seither nennt sich der Park Sudeten Heritage Park.